# Mulsanne
Mulsanne – miejscowość i gmina we Francji, w regionie Kraj Loary, w departamencie Sarthe.
Według danych na rok 1990 gminę zamieszkiwało 5 058 osób, a gęstość zaludnienia wynosiła 332 osób/km² (wśród 1504 gmin Kraju Loary, Mulsanne plasuje się na 85. miejscu pod względem liczby ludności, natomiast pod względem powierzchni na miejscu 766.).